# بن كونابل
بن كونابل، هو رائد بحري أمريكي متقاعد، واستراتيجي عسكري وأستاذ في كلية فريدريك إس. باردي راند للدراسات العليا في سانتا مونيكا، كاليفورنيا.

## حياته المبكرة
تخرج بن كونابل من جامعة كولورادو بولدر في بولدر، كولورادو.  حصل على درجة الماجستير في الاستخبارات الاستراتيجية من الجامعة العسكرية الأمريكية ودرجة الماجستير في شؤون الأمن القومي من كلية البحرية للدراسات العليا في مونتيري، كاليفورنيا. كما التحق ببرنامج دراسات الحرب في كلية كينجز لندن، حيث حصل على شهادة الدكتوراه.

## حياته المهنية
بن كوبل رائد متقاعد من قوات مشاة البحرية الأمريكية، حيث خدم في العراق مع قوات مشاة البحرية الأمريكية. يعمل الآن أستاذًا في كلية فريدريك س. باردي للدراسات العليا في (آر أي إن دي) (RAND)في سانتا مونيكا، كاليفورنيا. نشرت مقالاته في مجلة الشؤون الخارجية،واشنطن بوست، سي إن إن، يو إس إيه توداي، وغيرهم من المجلات.
عندما ذكرت هزيمة الولايات المتحدة لداعش، اقترح كونابل النظر إلى الصورة الأوسع، بتوجيه التركيز على المصالحة الوطنية بين السنة والشيعة والأكراد.

## بيبليوغرافيا
- كيف تنتهي حركات التمرد (مع مارتن سي ليبيكي، مؤسسة RAND، 2010).
- دمج الاستخبارات العسكرية للعمليات المعقدة: نموذج جديد (مؤسسة RAND، 2012).
- تبني ضباب الحرب: التقييم والمقاييس في حروب العصابات (مؤسسة RAND، 2012).
- تقييم حرية الحركة في حملات مكافحة التمرد (مؤسسة RAND، 2012).
- الاستفادة من المساعدات التنموية لمعالجة الأسباب الجذرية في مكافحة التمرد: الموازنة بين النظرية والتطبيق في "الاحتفاظ" و"البناء" (مؤسسة RAND، 2013).
- النمذجة والمحاكاة وتحليل العمليات في أفغانستان والعراق (مؤسسة RAND، 2014).
- هزيمة الدولة الإسلامية في العراق (مؤسسة RAND، 2014).
- مستقبل قوات الحشد الشعبي العراقية (مع دانيال إيجل، تريفور جونستون، مؤسسة RAND، 2023).